# Team Fortress
Team Fortress – wieloosobowa gra komputerowa, bazująca na Quake autorstwa firmy id Software. Team Fortress został wymyślony i napisany przez Australijczyków Robina Walkera, Johna Cooka i Iana Caughleua w 1996 roku.

## Wersje
Oryginalny Team Fortress został napisany jako modyfikacja Quake'a i wydany jako freeware 24 sierpnia 1996 roku. Pierwsze wydanie dla QuakeWorld (wersja 2.0) ujrzało światło dzienne 22 grudnia 1996. Było na tyle udane, że twórcy założyli TeamFortress Software w celu stworzenia Team Fortress 2 jako płatnej modyfikacji Quake II.
Jednakże później TeamFortress Software zostało wykupione przez Valve Software, a efekty dotychczasowej pracy studia nad kontynuacją tej gry zostały przeniesione na silnik gry Half-Life. Podczas, gdy Team Fortress 2 zostało przeniesione na inny silnik (który aktualnie jest znany pod nazwą Source), oryginalny Team Fortress przeszedł spory facelifting i został dołączony do gry Half-Life jako Team Fortress Classic.
Team Fortress 2 został wypuszczony na rynek w 2007 roku, dołączony do gry Half-Life 2: Episode Two, razem z grą Portal, oraz z Half-Life 2 i pierwszym dodatkiem do niego. Całość nazywa się Orange Box.

## Ewolucja
Team Fortress ewoluowało w całą generację, gdyż fani oryginalnej wersji zaczęli tworzyć wiele modyfikacji dla różnych gier:
- Fortress Evolution dla Quake III: Arena miał być bardzo bliską kopią oryginalnego QWTF, ale projekt został odwołany i skończyło się tylko na wersji alfa projektu. Powrócił co prawda jako osobny mod zbudowany na Evolution Quake 3, ale to już było całkowicie co innego.

- Q3F (czyli Quake III Fortress) - napisano go również pod Quake III Arena, lecz mimo iż był wychwalany za kontynuowanie tradycji stylu QWTF, nigdy nie miał takiej popularności. Mod ten został potem przetworzony w 2005 w Enemy Territory Fortress, lub Enemy Territory Fortress pod grę Wolfenstein: Enemy Territory; zanotowano początkową popularność, która z czasem wyraźnie spadła.

- Kolejny mod, Unreal Fortress (znany jako UnF) był stworzony dla Unreal Tournament.

- Unreal Fortress: Evolution zaczynał jako UnF 2003 dla Unreal Tournament 2003, ale został też stworzony dla Unreal Tournament 2004, gdy Epic wypuściło nowszą wersję gry.

- Kolejna ewolucja Team Fortress to mod Weapons Factory, który doczekał się kilku modyfikacji klas, czego rezultatem była dość specyficzna i zupełnie inna rozgrywka, w wyniku czego wiele serwerów musiało dać ograniczenia na specjalne klasy (wszystkie poza żołnierzami).

- Na obecną chwilę żyje całkiem rozległa scena Custom TF. Custom TF posiada normalne klasy Team Fortress ale ma też opcje "custom", gdzie gracze mają pewną ilość pieniędzy za którą wykupują broń, pancerz, umiejętności, itd.

- MegaTF był kolejnym popularnym modem Team Fortress który posiadał takie dodatki do każdej z klas jak proximity mines, laser drones, i airMirvs. Wielu graczy odeszło po tym jak bardzo popularne serwery East Coast i West Coast Biscuit zostały zamknięte z nieznanych powodów. Obecnie trwają prace nad modem MegaTF dla serwera Amnesia, który ma się nazywać "MegaTF United" i jest tworzony przez XavioR oraz inne osoby tworzące mody Team Fortress.

- Najnowszymi modami nad którymi obecnie trwają prace to Fortress Forever pod Half-Life 2 oraz Quake 4 Fortress pod Quake 4.

Wydawcy Team Fortress dali pozwolenie innym Australijczykom na kontynuowanie ich pracy i ulepszanie oryginalnego Team Fortress. Wynikiem tego jest OzTF który zawiera wiele uaktualnień i poprawek. MegaTF, CustomTF, OzTF, oryginalny Team Fortress, oraz wiele innych modów z dodatkową grafiką jest dostępnych do ściągnięcia za darmo z serwisu FileFront.
Oryginalne Team Fortress było jedną z najpopularniejszych gier wieloosobowych a Team Fortress Classic posiadało podobną rzeszę fanów. Żadna inna modyfikacja nie doczekała się takiego poparcia. Wraz z rosnącą popularnością strzelanek taktycznych z serii Counter-Strike na czele oraz rosnącą ilością "realistycznych" tytułów FPS, generacja Team Fortress uległa stagnacji.